# Фађету (Вранча)
Фађету (рум. Făgetu) насеље је у Румунији у округу Вранча у општини Нисторешти. Oпштина се налази на надморској висини од 433 m.

## Становништво
Према подацима из 2002. године у насељу је живело 173 становника, од којих су сви румунске националности.